# Goldene Kamera 1995
Die Verleihung der Goldenen Kamera 1995 fand am 14. Februar 1996 im Konzerthaus am Gendarmenmarkt in Berlin statt. Es war die 31. Verleihung dieser Auszeichnung. Das Publikum wurde durch Jürgen Richter, den Vorstandsvorsitzenden des Axel-Springer-Verlages, begrüßt. Die Verleihung der Preise sowie die Moderation übernahm Thomas Gottschalk. An der Veranstaltung nahmen etwa 800 Gäste teil. Die Verleihung wurde am 18. Februar 1996 um 21:45 Uhr im ZDF übertragen. Die Leser wählten in der Kategorie Bester Sportreporter ihren Favoriten.

## Preisträger

### Schauspieler
- Harald Juhnke – Der Trinker, Der Papagei und Schtonk!
- Ulrich Tukur – Der Mörder und sein Kind

### Beste Moderatorin
- Barbara Eligmann – Explosiv – Das Magazin
- Ulla Kock am Brink – Die 100.000 Mark Show
- Bärbel Schäfer – Bärbel Schäfer

### Bester Musiker
- Marius Müller-Westernhagen

### Beste Nachwuchsschauspielerin
- Anja Kling (Lilli-Palmer-Gedächtniskamera)

### Beste Pop-Musik
- Pur (Hartmut Engler, Sänger der Band, nahm die Auszeichnung entgegen)

### Bester Sportmoderator
- Reinhold Beckmann (1. Platz der Hörzu-Leserwahl)

### Auszeichnungen für internationale Gäste

#### Schauspieler
- Gérard Depardieu – Die Schutzengel und Green Card – Schein-Ehe mit Hindernissen

#### Schauspielerin
- Jodie Foster – Das Schweigen der Lämmer, Das Wunderkind Tate

#### Einsatz für Umweltschutz
- Greenpeace (David McTaggart nahm die Auszeichnung entgegen)

#### Lebenswerk
- Anthony Quinn

#### Star-Tenor
- José Carreras – Die drei Tenöre

## Weblink
- Goldene Kamera 1996 – 31. Verleihung